# O'Donoghue's Pub
O’Donoghue’s Pub er en musikhistorisk interessant beværtning beliggende på adressen Merrion Row 15 nær den kendte park St Stephen's Green i Dublin, Irland. Bygningen er fra 1789, hvor den blev opført som dagligvarebutik, men i 1934 blev den overtaget af familien O’Donoghue, som herefter drev stedet som traditionelt irsk værtshus.

## Musiksted
Pubben er nært forbundet med den traditionelle irske folkemusik, især med den kendte folkemusikgruppe The Dubliners, som begyndte deres musikalske karriere her på værtshuset i 1962, og som jævnligt har spillet på stedet siden. Mange andre irske folkemusikanter har efterfølgende underholdt på pubben, som anses for at være et attraktivt sted at føje til sit CV.
Indendørs i pubben er væggene rustikke og røggule, men det ses dårligt nok, for overalt hænger større eller mindre billeder eller tegninger af gæstende kunstnere, hovedsageligt The Dubliners, enten samlet eller hver for sig. Til højre, lige indenfor gadedøren, er det hjørne, hvor musikken har holdt til gennem de mange år, hvor værtshuset har været kendt og berømmet som et unikt spillested.

## Ejerskifter
Familien O'Donoghue drev stedet gennem 43 år indtil Dessie Hynes købte pubben af Paddy og Maureen O'Donoghue i 1977. Han og hans familie havde pubben i 11 år til de i 1988 solgte O’Donoghue’s Pub videre til den nuværende ejer, Oliver Barden.